# کاترین، شاهدخت یونان و دانمارک
کاترین، شاهدخت یونان و دانمارک (انگلیسی: Princess Katherine of Greece and Denmark; ۴ مهٔ ۱۹۱۳ – ۲ اکتبر ۲۰۰۷) (یونانی: Αικατερίνη)، که در بریتانیا به عنوان لیدی کاترین برندرام از سال ۱۹۴۷ تا ۲۰۰۷ شناخته می‌شد، سومین دختر و فرزند پادشاه کنستانتین یکم یونان و پرنسس سوفیای پروس بود.

## زندگی ابتدایی
کاترین در ۴ مه ۱۹۱۳ در کاخ سلطنتی آتن به دنیا آمد، چند هفته پس از ترور پدربزرگ پدری‌اش، پادشاه جرج اول یونان، در سالونیک. او در ۱۴ ژوئن ۱۹۱۳ غسل تعمید داده شد. پدرخوانده‌ها و مادرخوانده‌های او عبارت بودند از اولگا کنستانتینوای روسیه (ملکه بیوه یونان، مادربزرگ پدری‌اش)، الکساندرا دانمارک (ملکه بیوه بریتانیا، خواهر پدربزرگ پدری‌اش و خواهر مادر بزرگ مادری‌اش)، جرج پنجم (پادشاه بریتانیا، پسرعموی مادر و پسرعموی پدر)، ویلهلم دوم، امپراتور آلمان (دایی مادری‌اش)، نیروی دریایی یونان (که نمایندگی‌اش با وزیر نیروی دریایی بود) و نیروی زمینی یونان (که نمایندگی‌اش با وزیر جنگ بود).
کاترین پنج خواهر و برادر داشت – سه برادر (جرج دوم یونان، الکساندر یونان و پائول یونان که هرکدام پادشاه یونان شدند) و دو خواهر (پرنسس هلن که با کارول دوم ازدواج کرد و شاهدخت ایرنه، دوشس آوستا که با شاهزاده آیمون، دوک آوستا ازدواج کرد). زمانی که او تعمید نوزاد شد، اعضای کل نیروی زمینی یونان و نیروی دریایی یونان به عنوان پدرخوانده‌ها و مادرخوانده‌هایش انتخاب شدند. در سه سالگی، او و مادرش در کاخ تاتوئی، خارج از آتن گرفتار آتش‌سوزی شدند. ملکه، که او را در آغوش داشت، موفق شد به موقع فرار کند.

## زندگی در تبعید
پدرش در سال ۱۹۱۷ از سلطنت کناره‌گیری کرد و به جای او برادرش الکساندر یونان به عنوان پادشاه انتخاب شد. او و والدینش به تبعید در سوئیس فرستاده شدند. پس از مرگ الکساندر در سال ۱۹۲۰، پدرش دوباره به سلطنت بازگشت، اما در سال ۱۹۲۲ دوباره از سلطنت کناره‌گیری کرد. این بار به تبعید در سیسیل رفتند و پدرش در سال ۱۹۲۳ در پالرمو درگذشت. خانواده به ویلای اسپارتا در فلورانس نقل مکان کردند، جایی که کاترین شروع به نقاشی کرد. برادر دوم او، جرج، در سال ۱۹۲۲ پادشاه جرج دوم یونان شد، اما در سال ۱۹۲۴ از سلطنت برکنار گردید.
کاترین در انگلستان، ابتدا در یک مدرسه شبانه‌روزی در براودستیرز و سپس در North Foreland Lodge تحصیل کرد. مادرش در ژانویه ۱۹۳۲ درگذشت و پس از آن او به همراه خواهرش هلن در ویلای اسپارتا زندگی می‌کرد. او و الیزابت دوم در مراسم ازدواج پسرعموی اولش شاهدخت مارینای یونان و دانمارک و شاهزاده جورج، دوک کنت در سال ۱۹۳۴ به عنوان ساقدوش عروس حضور داشتند.